# گیدو ویلدوسو
گیدو ویلدوسو (انگلیسی: Guido Vildoso؛ زادهٔ ۵ آوریل ۱۹۳۷) سیاستمدار اهل بولیوی است.